# Sathodrilus attenuatus
Sathodrilus attenuatus är en ringmaskart som beskrevs av Holt 1981. Sathodrilus attenuatus ingår i släktet Sathodrilus och familjen Cambarincolidae. Inga underarter finns listade i Catalogue of Life.